# Ведя (комуна, Телеорман)
Ведя (рум. Vedea) — комуна у повіті Телеорман в Румунії. До складу комуни входять такі села (дані про населення за 2002 рік):
- Албешть (773 особи)
- Ведя (695 осіб) — адміністративний центр комуни
- Дулчанка (633 особи)
- Кошотень (576 осіб)
- Мері (511 осіб)

Комуна розташована на відстані 90 км на південний захід від Бухареста, 25 км на північний захід від Александрії, 103 км на схід від Крайови.

## Населення
За даними перепису населення 2002 року у комуні проживали 3188 осіб. Усі жителі комуни рідною мовою назвали румунську.
Національний склад населення комуни:
| Національність | Кількість осіб | Відсоток |
| -------------- | -------------- | -------- |
| румуни         | 3161           | 99,2%    |
| цигани         | 27             | 0,8%     |

Склад населення комуни за віросповіданням:
| Релігія       | Кількість осіб | Відсоток |
| ------------- | -------------- | -------- |
| православні   | 2987           | 93,7%    |
| адвентисти    | 198            | 6,2%     |
| римо-католики | 1              | < 0,1%   |
| баптисти      | 1              | < 0,1%   |
| бретрени      | 1              | < 0,1%   |

## Зовнішні посилання
- Дані про комуну Ведя на сайті Ghidul Primăriilor [Архівовано 30 січня 2012 у Wayback Machine.]